# Kybos austriacus
Kybos austriacus är en insektsart som först beskrevs av Wagner 1949.  Kybos austriacus ingår i släktet Kybos och familjen dvärgstritar. Inga underarter finns listade i Catalogue of Life.